# Platanal, Chiapas
Platanal är en ort i Mexiko.   Den ligger i kommunen Simojovel och delstaten Chiapas, i den sydöstra delen av landet, 700 km öster om huvudstaden Mexico City. Platanal ligger 649 meter över havet och antalet invånare är 114.
Terrängen runt Platanal är kuperad västerut, men österut är den bergig. Runt Platanal är det ganska glesbefolkat, med 45 invånare per kvadratkilometer. Närmaste större samhälle är Simojovel de Allende, 1,6 km väster om Platanal. I omgivningarna runt Platanal växer huvudsakligen savannskog.